# Языки Омана
Официальным языком Омана является арабский. Он принадлежит к семитской ветви афразийской языковой макросемьи. Употребляются несколько аравийских диалектов арабского языка: на дофарском диалекте (также известном как дофари, зофари) говорят в Салале и прилегающих прибрежных районах (мухафаза Дофар); на диалекте Персидского залива говорят в районах, граничащих с ОАЭ; в то время как на оманском арабском, который отличается от диалектов Восточной Аравии и Бахрейна, говорят в Центральном Омане, хотя в последнее время благодаря нефтяным разработкам и мобильности населения он распространился и на другие части Султаната.
По данным ЦРУ, помимо арабского, основными языками, на которых говорят в Омане, являются английский, белуджи (южный белуджи), урду, тамильский, бенгальский (на которых говорят индийцы и бангладешцы), хинди, малаялам, тулу и различные другие индийские языки. Английский широко распространен в деловых кругах и преподаётся в школе с раннего возраста. Почти все вывески и надписи на туристических объектах написаны как на арабском, так и на английском языках. Белуджийский — родной язык народа белуджей из Белуджистана в западном Пакистане, восточном Иране и южном Афганистане. Он также используется некоторыми потомками моряков-синдхов. Бенгальский язык широко распространен из-за большого числа бангладешских экспатриантов. Значительное число жителей также говорит на урду из-за притока пакистанских мигрантов в конце 1980-х и 1990-х годах. Кроме того, в стране широко распространен суахили из-за исторических отношений между Оманом и Занзибаром.
В настоящее время язык мехри используется лишь в районе Салалы, в Дофаре и на западе Йемена. Но до 18-го или 19-го века на нем говорили и севернее, возможно, в Центральном Омане. Языки коренных племён Омана, находящиеся под угрозой исчезновения, включают кумзари, батхари, харсуси, хобйот, шехри и мехри. Оманский язык жестов является языком сообщества глухих. Оман также был первой арабской страной в Персидском заливе, где немецкий стал преподаваться в качестве второго языка.